# Hitoshi Morishita (Fußballspieler, 1967)
Hitoshi Morishita (japanisch 森下 仁之 Morishita Hitoshi; * 9. Dezember 1967 in Hamamatsu; † 25. Juni 2025) war ein japanischer Fußballspieler.

## Karriere
Morishita erlernte das Fußballspielen in der Schulmannschaft der Hamana High School und der Universitätsmannschaft der Kokushikan-Universität. Seinen ersten Vertrag unterschrieb er 1987 bei PJM Futures (Tosu Futures). Ende 1996 beendete er seine Karriere als Fußballspieler.
2012 wurde Morishita Trainer von Zweigen Kanazawa. 2014 wurde er mit dem Verein Meister der J3 League und stieg in die J2 League auf. 2018 wurde Morishita Trainer von Giravanz Kitakyushu.